# Frequency
Frequency és una pel·lícula de thriller de ciència-ficció estatunidenca del 2000 protagonitzada per Dennis Quaid, Jim Caviezel, Andre Braugher, Elizabeth Mitchell, Shawn Doyle, Melissa Errico i Noah Emmerich. S'ha doblat i subtitulat al català.
Dirigida per Gregory Hoblit i escrita per Toby Emmerich, va ser distribuïda per New Line Cinema. També compta amb Michael Cera en el seu debut cinematogràfic.
La pel·lícula va rebre crítiques generalment positives i va recaptar 68,1 milions de dòlars a tot el món, amb un pressupost de 31 milions.